# Kraftwerk Franken II
Das Kraftwerk Franken II war ein Steinkohlekraftwerk der Großkraftwerk Franken AG westlich von Erlangen-Kriegenbrunn am Main-Donau-Kanal.
Das Kraftwerk ging 1967 in Betrieb. Für die Zuführung der riesigen Mengen Brennmaterial zur Kohleverstromung diente zuerst ein Ausziehgleis, das von der ehemaligen Bahnstrecke Erlangen-Bruck–Herzogenaurach abzweigt. Ab 1970 erfolgte der Umschlag aus Kostengründen direkt vom Schiff zu den Werksanlagen über die Lände Frauenaurach. Die Kühlwasserversorgung erfolgte über die Regnitz. 
Nachdem das Großkraftwerk Franken 2001 in der E.ON Bayern AG aufgegangen ist, wurde Franken II stillgelegt und ist mittlerweile vollständig demontiert worden. Im Jahre 2002 wurde der 202 Meter hohe Schornstein, im August 2005 das ehemalige Kesselhaus gesprengt.
Das Elektrizitätswerk Franken II verfügte über eine Leistung von 400 Megawatt.
Die Erlanger Stadtwerke betreiben auf dem ehemaligen Kraftwerksgelände ein Reserve-Heizwerk.
Im ehemaligen Verwaltungsgebäude wurden in Kooperation der Musikzentrale Nürnberg, der Stadt Erlangen und des Kulturzentrums E-Werk Erlangen insgesamt 37 Proberäume eingerichtet. Die Räumlichkeiten befinden sich im zweiten und dritten Obergeschoss und werden teilweise durch die Kulturförderung der Stadt Erlangen bezuschusst, um jungen und ambitionierten Bands unter die Arme zu greifen.

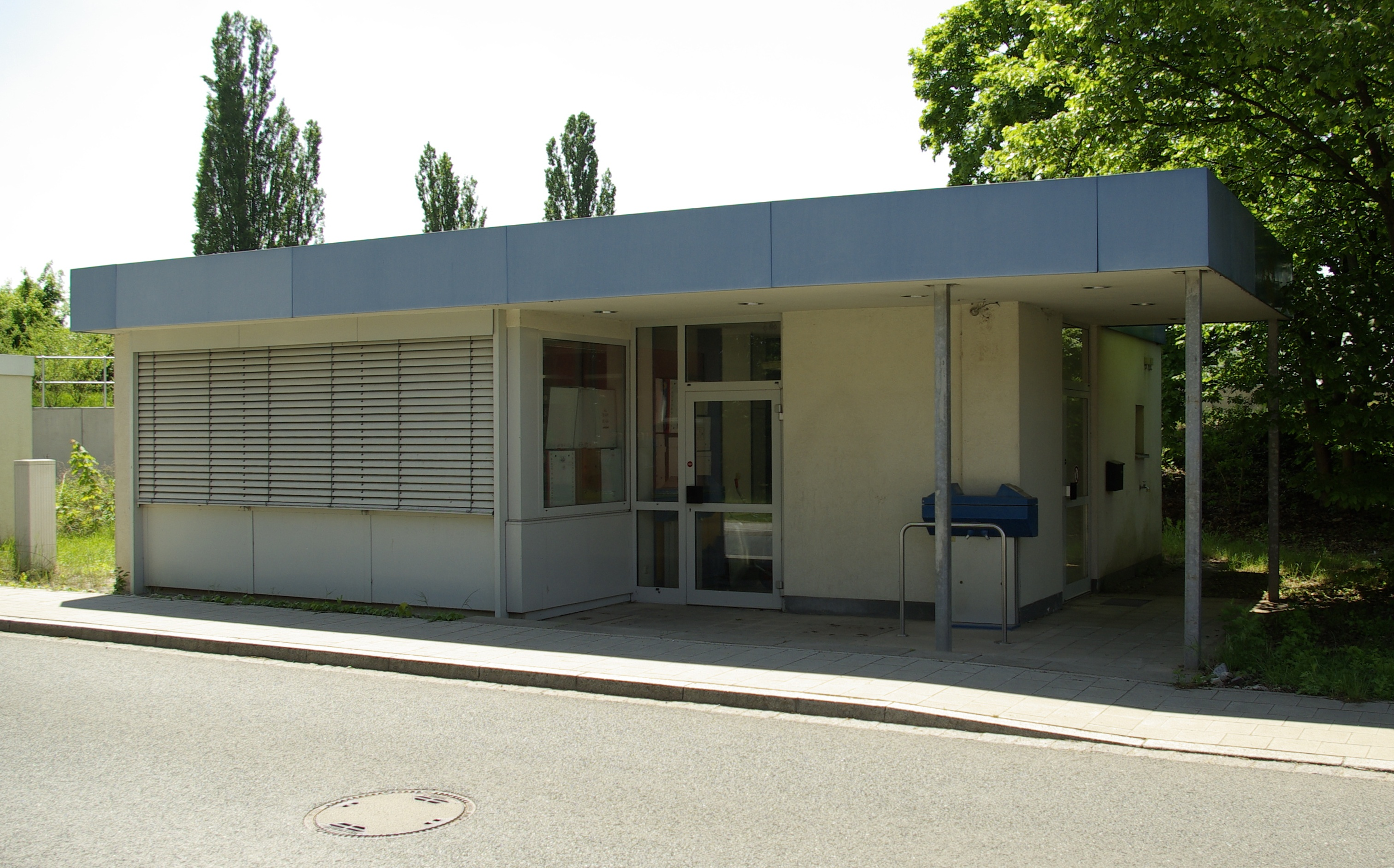
Ehemaliges Pförtnerhaus des Kraftwerks, 2012
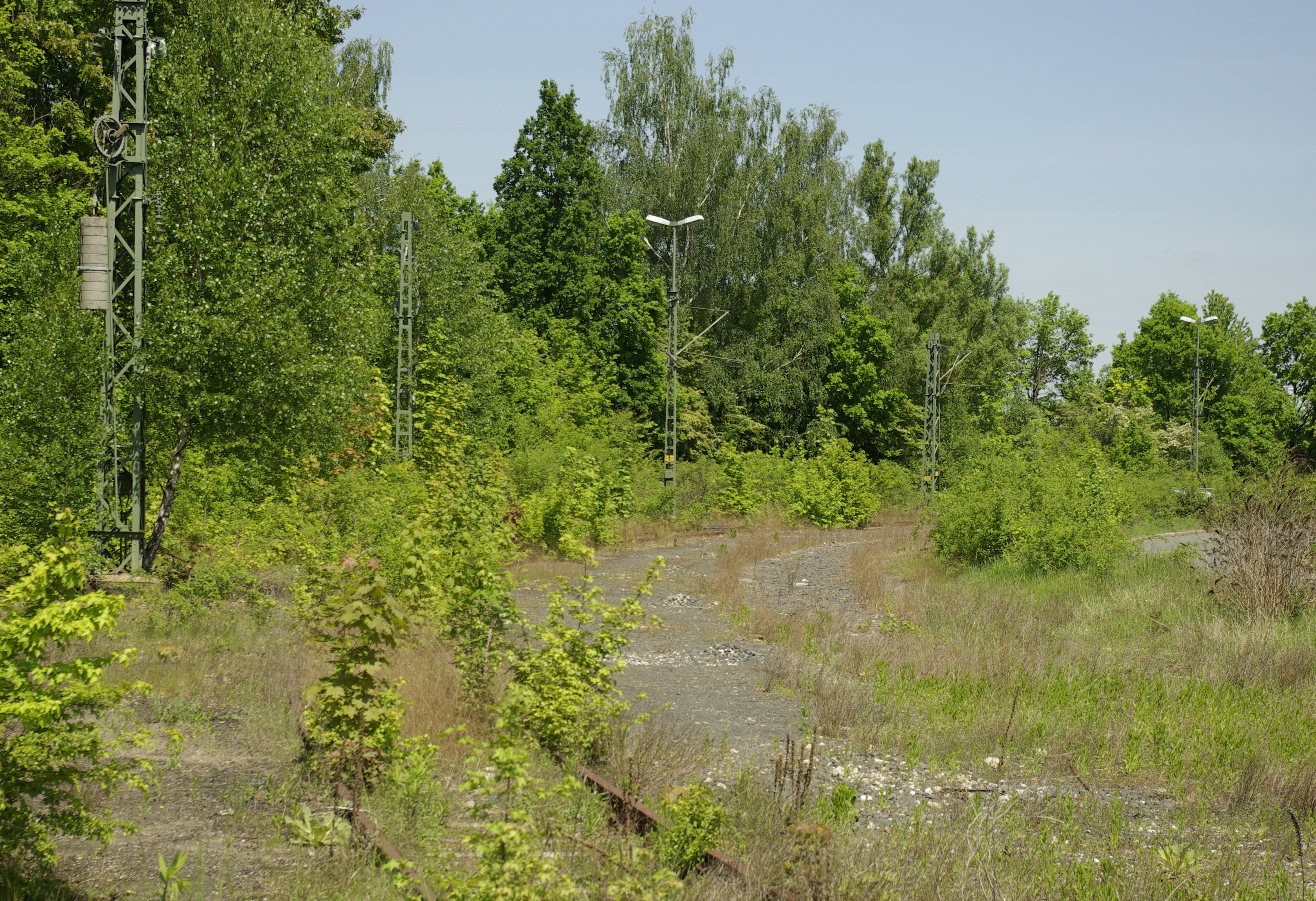
Ehemaliger Gleisanschluss des Kraftwerks an die Bahnstrecke Erlangen-Bruck–Herzogenaurach, 2012
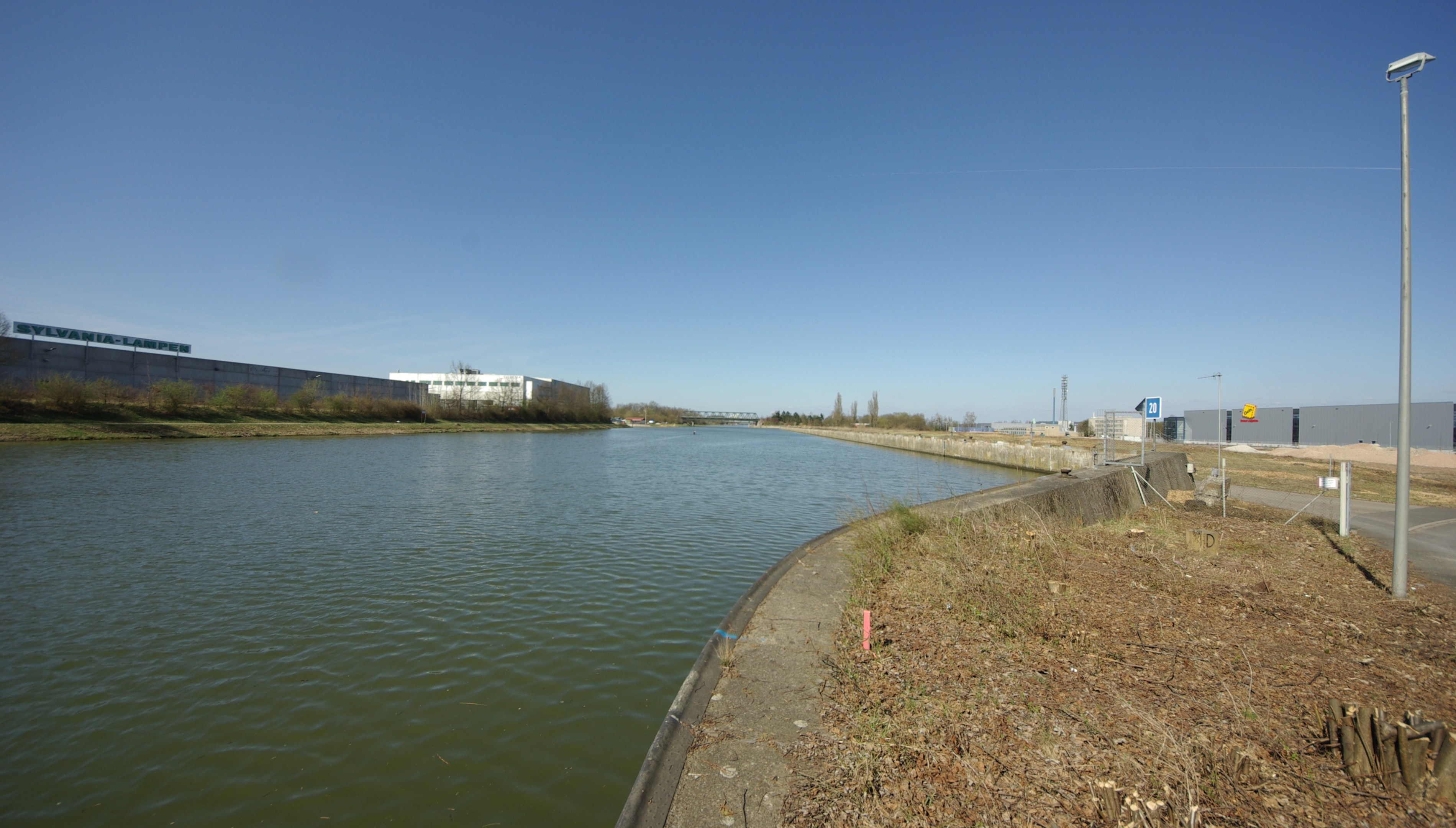
Ehemalige Anlegestelle des Kraftwerks am Main-Donau-Kanal, 2011